# 安食町
安食町（あじきまち）は、千葉県印旛郡にかつて存在した町である。

## 地理
- 現在の栄町の東部に位置している。
- 町は利根川の南岸に位置する。
- 町域は台地と平地が入り組む谷戸が多い地形になっている。

## 歴史
- 1889年（明治22年）4月1日 - 町村制施行に伴い、安食村・北辺田村・龍角寺村・酒直村・矢口村・須賀村・麻生村・安食卜杭新田飛地が合併し下埴生郡境村（さかいむら）が発足。
- 1892年（明治25年）12月28日 - 境村が安食町に町制施行・改称。
- 1897年（明治30年）4月1日 - 下埴生郡が印旛郡に編入され、同郡の所属となる。
- 1954年（昭和29年）3月30日 - 印旛郡豊住村の興津を安食町が編入。
- 1955年（昭和30年）12月1日 - 安食町は布鎌村と合併し栄町が発足。安食町は消滅。

### 変遷表
| 1868年 以前 | 1868年 以前 | 明治22年 4月1日 | 明治25年 12月28日 | 明治30年 4月1日 | 明治30年 4月1日 | 昭和29年 3月30日 | 昭和30年 12月1日 | 現在 |
| ----------- | ----------- | --------------- | ----------------- | --------------- | --------------- | ---------------- | ---------------- | ---- |
|             | 安食村      | 境村            | 安食町に 町制改称 | 印旛郡 に編入   | 安食町          | 安食町           | 栄町             | 栄町 |
|             | 龍角寺村    | 境村            | 安食町に 町制改称 | 印旛郡 に編入   | 安食町          | 安食町           | 栄町             | 栄町 |
|             | 酒直村      | 境村            | 安食町に 町制改称 | 印旛郡 に編入   | 安食町          | 安食町           | 栄町             | 栄町 |
|             | 麻生村      | 境村            | 安食町に 町制改称 | 印旛郡 に編入   | 安食町          | 安食町           | 栄町             | 栄町 |
|             | 須賀村      | 境村            | 安食町に 町制改称 | 印旛郡 に編入   | 安食町          | 安食町           | 栄町             | 栄町 |
|             | 北辺田村    | 境村            | 安食町に 町制改称 | 印旛郡 に編入   | 安食町          | 安食町           | 栄町             | 栄町 |
|             | 矢口村      | 境村            | 安食町に 町制改称 | 印旛郡 に編入   | 安食町          | 安食町           | 栄町             | 栄町 |
|             | 興津村      | 豊住村 の一部   | 豊住村 の一部     | 印旛郡 に編入   | 豊住村 の一部   | 安食町 に編入    | 栄町             | 栄町 |

## 人口・世帯

### 人口
総数 [単位： 人]
| 1891年（明治24年） | 4,258 |
| 1950年（昭和25年） | 7,128 |
| 1955年（昭和30年） | 7,229 |

### 世帯
総数 [単位： 世帯]
| 1950年（昭和25年） | 1,340 |
| 1955年（昭和30年） | 1,366 |

## 出身者
- 大貫文七（明治時代の牧師）
- 相原英賢（明治時代の牧師。安食に一時居住）

## 交通

### 鉄道
- 日本国有鉄道（ → 東日本旅客鉄道）
  - ■成田線
    - 安食駅